# Nadine Härdter
Nadine Härdter (ur. 29 marca 1981 roku w Kandel) – niemiecka piłkarka ręczna, reprezentantka kraju. Gra na pozycji lewoskrzydłowej. W kadrze narodowej zadebiutowała w 1999 roku. Obecnie występuje w Bundeslidze, w drużynie VfL Sindelfingen.

## Kariera
- 1997-2000  TSG Ketsch
- 2000-2006  Borussia Dortmund
- 2006-2010  Thüringer HC
- 2010-nadal  VfL Sindelfingen

## Sukcesy
- 1999: młodzieżowe mistrzostwo Europy
- 2001: brązowy medal Mistrzostw Świata juniorek
- 2007: brązowy medal mistrzostw Świata